# A Perfect Match (альбом Эллы Фицджеральд)
A Perfect Match — концертный альбом американской джазовой певицы Эллы Фицджеральд, записанный совместно с оркестром Каунта Бэйси во время выступления музыкантов в рамках джазового фестиваля в Монтрё 12 июля 1979 года. Пластинка является четвёртой и последней по счёту записью, сделанной в Монтрё, до этого Фицджеральд уже выпустила 3 концертных альбома: Montreux ’75, Montreux ’77 и Digital III at Montreux.
На 22-й церемонии «Грэмми» запись принесла Элле Фицджеральд награду в номинации «Лучшее женское джазовое вокальное исполнение».

## Список композиций
| №                   | Название                                   | Текст песни         | Музыка                      | Длительность |
| ------------------- | ------------------------------------------ | ------------------- | --------------------------- | ------------ |
| 1.                  | «Please Don’t Talk About Me When I’m Gone» | Сэм Х. Степт        | Сидни Клер                  | 2:02         |
| 2.                  | «Sweet Georgia Brown»                      | Масео Пинкард       | Кеннет Кейси, Бен Берни     | 3:07         |
| 3.                  | «Some Other Spring»                        | Айрин Китчинг       | Артур Херцог-младший        | 4:22         |
| 4.                  | «Make Me Rainbows»                         | Алан Бергман        | Джон Уильямс                | 3:24         |
| 5.                  | «After You’ve Gone»                        | Генри Кример        | Тёрнер Лэйтон               | 3:45         |
| 6.                  | «’Round Midnight»                          | Берни Ханиген       | Телониус Монк, Кути Уильямс | 4:43         |
| 7.                  | «Fine and Mellow»                          | Билли Холидей       | Билли Холидей               | 2:42         |
| 8.                  | «You’ve Changed»                           | Билл Кэри           | Карл Фишер                  | 3:15         |
| 9.                  | «Honeysuckle Rose»                         | Энди Разаф          | Фэтс Уоллер                 | 3:23         |
| 10.                 | «St. Louis Blues»                          | Уильям Хэнди        | Уильям Хэнди                | 5:18         |
| 11.                 | «Basella»                                  | Элла Фицджеральд    | Каунт Бэйси                 | 10:21        |
| Общая длительность: | Общая длительность:                        | Общая длительность: | Общая длительность:         | 46:22        |

## Участники записи
- Элла Фицджеральд — вокал.

Оркестр Каунта Бэйси:
- Митчелл Вуд, Билл Хьюз — тромбон.
- Рэй Браун, Пит Мингер, Сонни Кон, Пол Коэн — труба.
- Пол Коэн, Чарли Фоулкс, Эрик Диксон, Бобби Плейтер, Дэнни Тёрнер — саксофон.
- Кеттер Беттс — контрабас.
- Фредди Грин — гитара.
- Мики Рокер — барабаны.